# 오스트리아 공산당
오스트리아 공산당(----- 共産黨, 독일어: Kommunistische Partei Österreichs, 코무니스티셰 파르타이 외스터라이히스[*], 약칭 KPÖ)은 오스트리아의 공산당이다.